# Du lịch Hồng Kông

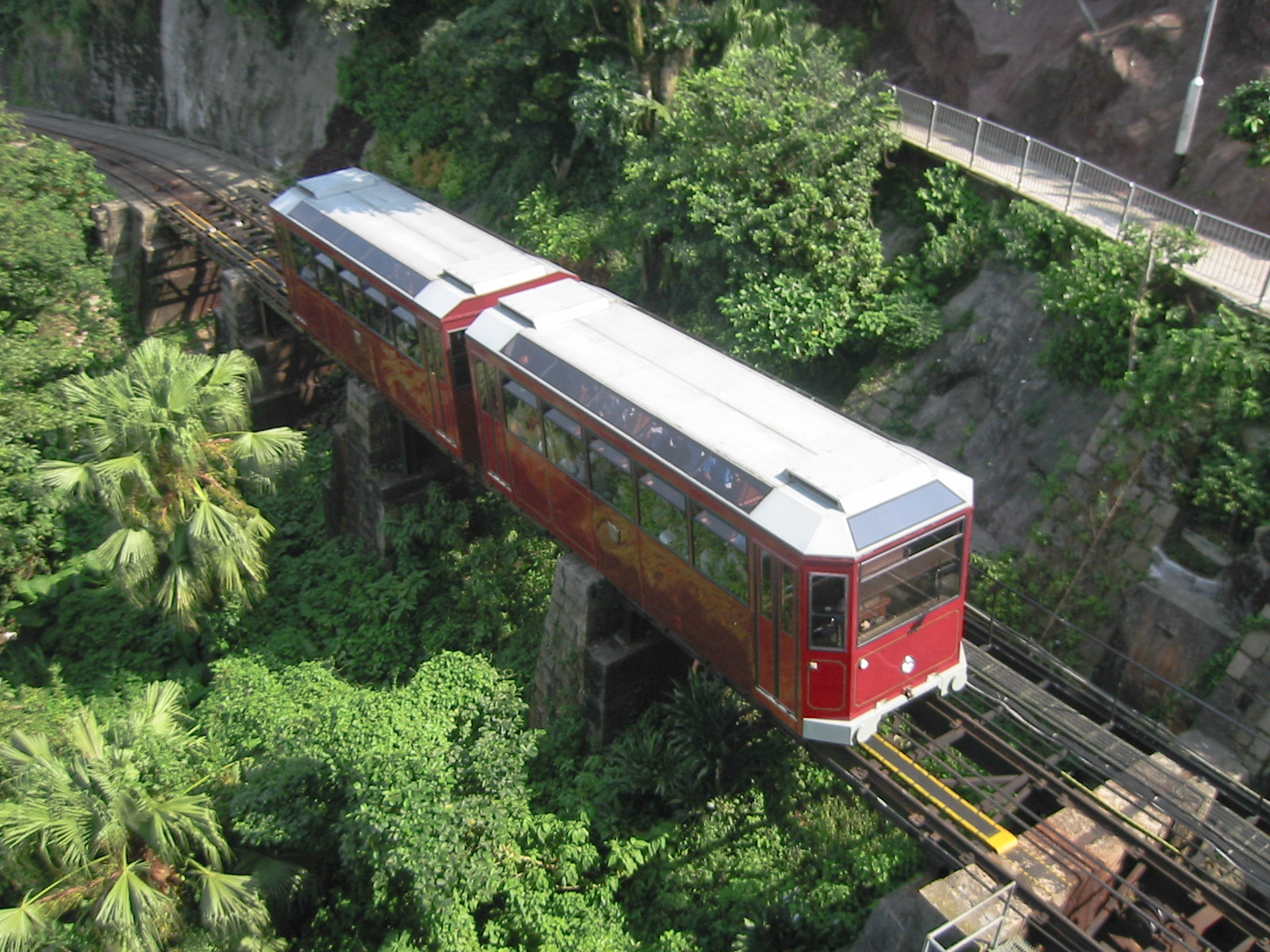
Hệ thống đường sắt leo núi Peak Tram có thể lên được đến Đỉnh Victoria nằm trên đảo Hồng Kông

Ngành công nghiệp du lịch là một bộ phận quan trọng trong nền kinh tế Hồng Kông kể từ khi vùng lãnh thổ này chuyển dịch sang mô hình kinh tế dịch vụ vào cuối những năm 1980 và đầu thập niên 90 của thế kỷ trước. Có một sự gia tăng nhanh chóng lượng khách du lịch nội địa từ Trung Quốc đại lục theo sau sự kiện Kế hoạch Du lịch Cá nhân (IVS) ra mắt năm 2003.

## Top 15 quốc gia có lượng du khách đến Hồng Kông nhiều nhất
Hầu hết khách du lịch đến Hồng Kông là từ những quốc gia và vùng lãnh thổ sau đây:
| Quốc gia/Vùng lãnh thổ | Tổng lượng du khách | Tổng lượng du khách | Tổng lượng du khách | Tổng lượng du khách |            |            |
| Quốc gia/Vùng lãnh thổ | Tháng 7/2019        | 2018                | 2017                | 2016                | 2015       | 2014       |
| ---------------------- | ------------------- | ------------------- | ------------------- | ------------------- | ---------- | ---------- |
| Trung Quốc đại lục     | 31.734.205          | 51.038.230          | 44.445.259          | 42.778.145          | 45.842.360 | 47.247.675 |
| Đài Loan               | 1.076.548           | 1.925.234           | 2.010.755           | 2.011.428           | 2.015.797  | 2.031.883  |
| Hàn Quốc               | 815.310             | 1.421.411           | 1.487.670           | 1.392.367           | 1.243.293  | 1.251.047  |
| Nhật Bản               | 764.413             | 1.287.773           | 1.230.010           | 1.092.329           | 1.049.272  | 1.078.766  |
| Hoa Kỳ                 | 752.659             | 1.304.232           | 1.215.629           | 1.211.539           | 1.181.024  | 1.130.566  |
| Philippines            | 576.341             | 894.821             | 894.489             | 791.171             | 704.082    | 634.744    |
| Thái Lan               | 363.866             | 571.606             | 560.207             | 594.615             | 529.410    | 485.121    |
| Úc                     | 336.767             | 580.167             | 567.881             | 575.812             | 574.270    | 603.841    |
| Vương quốc Anh         | 332.306             | 572.739             | 555.353             | 551.930             | 529.505    | 520.855    |
| Singapore              | 333.922             | 610.508             | 627.612             | 674.006             | 675.411    | 737.911    |
| Malaysia               | 268.843             | 510.601             | 516.701             | 535.542             | 544.688    | 589.886    |
| Indonesia              | 267.712             | 427.007             | 482.022             | 464.406             | 413.568    | 492.004    |
| Canada                 | 209.501             | 377.992             | 370.335             | 369.363             | 358.448    | 354.408    |
| Ấn Độ                  | 234.368             | 386.681             | 392.853             | 480.906             | 531.770    | 516.084    |
| Đức                    | 136.210             | 226.819             | 225.183             | 226.594             | 213.802    | 218.530    |
| Pháp                   | 108.507             | 201.850             | 204.130             | 213.641             | 209.825    | 217.065    |
| Nga                    | 85.222              | 161.916             | 148.098             | 142.664             | 151.469    | 202.141    |
| Hà Lan                 | 51.955              | 93.863              | //                  | //                  | //         | //         |
| Việt Nam               | 34.948              | 56.807              | //                  | //                  | //         | //         |
| Tổng cộng              | 40.068.825          | 65.147.555          | 58.472.157          | 56.654.903          | 59.307.596 | 60.838.836 |